# Балтача Олена Сергіївна
Оле́на Сергі́ївна Балта́ча (англ. Elena Baltacha; 14 серпня 1983, Київ — 4 травня 2014) — британська професіональна тенісистка.
Олена Балтача жила у Великій Британії і впродовж тривалого часу була першою за рейтингом тенісисткою у Великій Британії, останні роки життя перебувала у другій сотні світового рейтингу.

## Біографія
До Великої Британії потрапила у п'ять років після підписання її батьком футболістом Сергієм Балтачею («Динамо», Київ) контракту з шотландською командою «Сент-Джонстон».
У шість років уперше прийшла в теніс, а в 1997 році дебютувала на професійному рівні. У віці 19 років у неї діагностували хронічне захворювання печінки, яке ставило під загрозу імунну систему.
Попри хворобу, спортивні травми, у 2009 році Олена Балтача увійшла до ТОП-100 тенісисток світу, а в 2010 році до ТОП-50. Серед найкращих досягнень Балтачі в турнірах серії Grand Slam: третій раунд Вімблдону (2002) і Відкритий чемпіонат Австралії (2005, 2010).
У грудні 2013 року, за місяць після завершення кар'єри, одружилася зі своїм колишнім тренером Ніно Северіно, а за кілька тижнів дізналася, що у неї рак печінки. 
Померла від раку печінки 4 травня 2014 року.